# Leiothrix flagellaris
Leiothrix flagellaris är en gräsväxtart som först beskrevs av Jean Baptiste Antoine Guillemin, och fick sitt nu gällande namn av Wilhelm Willy Otto Eugen Ruhland. Leiothrix flagellaris ingår i släktet Leiothrix och familjen Eriocaulaceae. Inga underarter finns listade i Catalogue of Life.